# Apoș
Apoș – wieś w Rumunii, w okręgu Sybin, w gminie Bârghiș. W 2011 roku liczyła 276 mieszkańców.